# Xysticus krakatauensis
Xysticus krakatauensis är en spindelart som beskrevs av William Syer Bristowe 1931. Xysticus krakatauensis ingår i släktet Xysticus och familjen krabbspindlar. Inga underarter finns listade i Catalogue of Life.